# Гоенпайсенберг
Гоенпайсенберг (нім. Hohenpeißenberg) — громада в Німеччині, розташована в землі Баварія. Підпорядковується адміністративному округу Верхня Баварія. Входить до складу району Вайльгайм-Шонгау.
Площа — 20,44 км2. Населення становить 3848 ос. (станом на 31 грудня 2020).